# Carice van Houten
Carice Anouk van Houten (Leiderdorp, 5 de setembre de 1976) és una actriu de teatre, cinema i sèries de televisió neerlandesa. Ha guanyat cinc Premis La Vedella d'Or pels seus papers a Suzy Q (1999), Undercover Kitty (2001), El llibre negre (2006), De Gelukkige Huisvrouw (2010) i Black Butterflies (2011).

## Carrera com a actriu
Carice van Houten obtingué el seu primer paper protagonista a la pel·lícula de televisió Suzy Q, de Martin Koolhoven.
El setembre de 2000 interpretà el paper de la Polly, una cantant i actriu, en una nova posada en escena de Threepenny Opera. Guanyà el Pisuisse Award i el Top Naeff Award per aquella actuació teatral i obtingué el Premi Vedella d'Or pel seu paper a Undercover Kitty (2001).
La seva carrera es projectà internacionalment a partir del seu paper a El llibre negre, de Paul Verhoeven, pel·lícula en què interpretà el paper de Rachel Steinn.
El 2008 participà amb el director Bryan Singer a la pel·lícula Operació Valquíria, juntament amb Tom Cruise, Kenneth Branagh i Stephen Fry.
El 2010 participà amb el director Christopher Smith a la pel·lícula Black Death, i des del 2012 participa en la sèrie d'HBO Game of Thrones fent el paper de Melisandre.

## Filmografia
| Any  | Pel·lícula          | Paper                               | Notes                                                                                      |
| ---- | ------------------- | ----------------------------------- | ------------------------------------------------------------------------------------------ |
| 1997 | 3 ronden            | Emily                               |                                                                                            |
| 1998 | Ivory Guardians     |                                     |                                                                                            |
| 1999 | Suzy Q              | Suzy                                |                                                                                            |
| 2001 | Storm in mijn hoofd | Peaseblossom/Titania                |                                                                                            |
| 2001 | AmnesiA             | Sandra                              |                                                                                            |
| 2001 | Undercover Kitty    | Minoes                              |                                                                                            |
| 2002 | The Wild Boar       | Pandora                             |                                                                                            |
| 2003 | Father's Affair     | Monika                              |                                                                                            |
| 2005 | Black Swans         | Marleen                             |                                                                                            |
| 2005 | Lepel               | Miss Broer                          |                                                                                            |
| 2005 | Bonkers             | Lis                                 |                                                                                            |
| 2006 | A Thousand Kisses   | Samarinde                           |                                                                                            |
| 2006 | Black Book          | Rachel Stein a.k.a. Ellis De Vries  | Nominació − European Film Award for Best Actress Nominació − Saturn Award for Best Actress |
| 2007 | Love is All         | Kiki Jollema                        |                                                                                            |
| 2008 | Dorothy Mills       | Jane Van Dopp                       |                                                                                            |
| 2008 | Valkyrie            | Nina Schenk Gräfin von Stauffenberg | Nominació − Saturn Award for Best Supporting Actress                                       |
| 2009 | Stricken            | Carmen                              |                                                                                            |
| 2009 | From Time to Time   | Maria Oldknow                       |                                                                                            |
| 2010 | Repo Men            | Carol                               |                                                                                            |
| 2010 | The Happy Housewife | Lea                                 |                                                                                            |
| 2010 | Black Death         | Langiva                             |                                                                                            |
| 2010 | Satisfaction        |                                     |                                                                                            |
| 2011 | Intruders           | Susanna                             |                                                                                            |
| 2011 | Black Butterflies   | Ingrid Jonker                       |                                                                                            |
| 2011 | Vivaldi             | Julietta                            |                                                                                            |
| 2012 | Jackie              | Sophie                              |                                                                                            |
| 2012 | Family Way          | Winnie de Roover                    |                                                                                            |
| 2013 | The Fifth Estate    | Birgitta Jónsdóttir                 |                                                                                            |
| 2015 | Incarnate           |                                     |                                                                                            |
| 2016 | Race                | Leni Riefenstahl                    |                                                                                            |
| 2016 | Brimstone           | Anna                                |                                                                                            |